# Ruta 4 (Uruguay)
Die Ruta 4, Andrés Artigas, ist eine Straße im Norden Uruguays.
Sie beginnt an einer Kreuzung mit der Ruta 30 etwa zwei Kilometer von der Stadt Artigas entfernt. In südwestlicher Richtung durchquert sie sodann das gleichnamige Departamento und passiert Sequeira und Paso Campamento. Danach kreuzt die Ruta 4 auf dem Gebiet des Departamento Salto die Ruta 31 und verläuft weiter durch das Departamento Paysandú nach Piñera. Sie endet im Departamento Río Negro an der Ruta 90.